# Poecilopachys jenningsi
Poecilopachys jenningsi är en spindelart som först beskrevs av William Joseph Rainbow 1899.  Poecilopachys jenningsi ingår i släktet Poecilopachys och familjen hjulspindlar. Inga underarter finns listade i Catalogue of Life.